# Wapień organodetrytyczny
Wapień organodetrytyczny (wapień organogeniczny) – wapień powstały ze szczątków roślinnych lub zwierzęcych, w szczególności z ich części twardych: kości, muszli, skorupek itd. Organizmy, których części twarde budują te skały, noszą nazwę organizmów skałotwórczych.
Ze szkieletów organizmów obdarzonych częściami twardymi z węglanu wapnia utworzone są biogeniczne skały węglanowe (organodetrytyczne, zbudowane z bioklastów). Najbardziej znane z nich to wapienie krynoidowe, muszlowce, rafowe, koralowe, biohermalne, litotamniowe, numulitowe.